# Вежбиця (Єнджейовський повіт)
Вежбиця (пол. Wierzbica) — село в Польщі, у гміні Собкув Єнджейовського повіту Свентокшиського воєводства.
Населення — 162 особи (2011).
У 1975-1998 роках село належало до Келецького воєводства.

## Демографія
Демографічна структура на день 31 березня 2011 року:
|          | Загалом | Допрацездатний вік | Працездатний вік | Постпрацездатний вік |
| -------- | ------- | ------------------ | ---------------- | -------------------- |
| Чоловіки | 78      | 19                 | 48               | 11                   |
| Жінки    | 84      | 16                 | 44               | 24                   |
| Разом    | 162     | 35                 | 92               | 35                   |